# 1457
| [ Edytuj tabelę ]                          | |
| Król Polski                                | - 1447 Kazimierz IV Jagiellończyk 1492 |
| Książę Albanii                             | - 1443 Skanderbeg 1468 - 1446 Lekë Dukagjini 1481 |
| Współksiążęta Andory                       | - 1437 Arnau Roger de Pallars 1461 - 1436 Gaston IV 1472 |
| Król Anglii                                | - 1422 Henryk VI 1461 |
| Król Aragonii i Walencji, hrabia Barcelony | - 1416 Alfons V Aragoński 1458 |
| Władca Azteków                             | - 1440 Montezuma I 1468 |
| Elektor Brandenburgii                      | - 1440 Fryderyk II Żelazny 1471 |
| Książę Bawarii-Landshut                    | - 1450 Ludwik IX Bogaty 1479 |
| Książę Bawarii-Monachium                   | - 1438 Albert III 1460 |
| Książę Burgundii                           | - 1419 Filip III Dobry 1467 |
| Sułtan Brunei                              | - 1433 Sulaiman 1473 |
| Cesarz Chin                                | - 1449 Jingtai 1457 - 1457 Zhu Qizhen 1464 |
| Król Cypru                                 | - 1432 Jan II 1458 |
| Król Czech                                 | - 1440 Władysław Pogrobowiec 1457 |
| Król Danii                                 | - 1448 Chrystian I 1481 |
| Dalajlama                                  | - 1391 Gendun Drup 1474 |
| Władca Egiptu                              | - 1453 Al-Aszraf Inal 1461 |
| Cesarz Etiopii                             | - 1434 Zara Jaykob Konstantyn 1468 |
| Król Francji                               | - 1422 Karol VII 1461 |
| Król Gruzji                                | - 1446 Jerzy VIII 1465 |
| Hrabia Holandii                            | - 1433 Filip III Dobry (z Burgundii) 1467 |
| Władca Inków                               | - 1438 Pachacutec 1471 |
| Cesarz Japonii                             | - 1428 Go-Hanazono 1464 |
| Kalif                                      | - 1455 Al-Mustandżid 1479 |
| Król Kastylii i Leónu                      | - 1454 Henryk IV 1474 |
| Patriarcha Konstantynopola                 | - 1456 Izydor II Ksantopulos 1457 |
| Władca Korei                               | - 1455 Sejo 1468 |
| Wielki książę litewski                     | - 1440 Kazimierz IV Jagiellończyk 1492 |
| Cesarz Majapahitu                          | - 1456 Girishawardhana 1466 |
| Sułtan Maroka                              | - 1421 Abdulhak II 1465 |
| Książę Mediolanu                           | - 1450 Franciszek I 1466 |
| Senior Monako                              | - 1454 Catalan 1457 - 1457 Klaudyna 1458 |
| Wielki książę moskiewski                   | - 1425 Wasyl II Ślepy 1462 |
| Król Nawarry                               | - 1441 Jan II Aragoński 1479 |
| Król Norwegii                              | - 1450 Chrystian I 1481 |
| Sułtan Omanu                               | - 1451 Umar ibn al-Chattab 1490 |
| Elektor Palatynatu                         | - 1449 Fryderyk I 1476 |
| Papież                                     | - 1455 Kalikst III 1458 |
| Król Portugalii                            | - 1438 Alfons V 1481 |
| Cesarz Rzymski (niemiecki)                 | - 1440 Fryderyk III Habsburg 1493 |
| Kapitanowie Regenci San Marino             | - 1456 Niccolò di Michelino Girolamo di Antonio 1457 - 1457 Bianco di Antonio Bartolo di Michele 1457 - 1457 Simone di Antonio Belluzzi Marino di Venturino 1458 |
| Despota Serbii                             | - 1456 Łazarz II Branković 1458 |
| Elektor Saksonii                           | - 1428 Fryderyk II Łagodny 1464 |
| Król Szkocji                               | - 1437 Jakub II 1460 |
| Król Szwecji                               | - 1448 Karol Knutsson Bonde 1457 - 1457 Chrystian I Oldenburg 1464 - 1457 Jöns Bengtsson i Eryk Axelsson 1457                                                    |
| Król Tajlandii                             | - 1448 Borommatrailokkanat 1488 |
| Sułtan Turków                              | - 1451 Mehmed II Zdobywca 1481 |
| Doża Wenecji                               | - 1423 Francesco Foscari 1457 - 1457 Pasqual Malipiero 1462 |
| Król Węgier                                | - 1444 Władysław Pogrobowiec 1457 |
| Cesarz Wietnamu                            | - 1442 Lê Nhân Tông 1459 |
| Wielki mistrz zakonu krzyżackiego          | - 1450 Ludwig von Erlichshausen 1467 |

Rok 1457 / MCDLVII
stulecia: XIV wiek ~
XV wiek ~
XVI wiek

lata: 1447 «
1452 «
1453 «
1454 «
1455 «
1456 «
1457
» 1458
» 1459
» 1460
» 1461
» 1462
» 1467

## Wydarzenia w Polsce
- 19 lutego – Skierniewice otrzymały prawa miejskie.
- 29 lutego–18 marca – w Piotrkowie obradował sejm[1].
- 25 maja – król Kazimierz Jagiellończyk nadał miastu Gdańsk tzw. Wielki Przywilej.
- 7 czerwca – wojna trzynastoletnia: król Kazimierz Jagiellończyk wjechał triumfalnie na zamek w Malborku, wykupiony od czeskich najemników.
- Inkorporacja do Korony śląskiego księstwa oświęcimskiego.
- Pierwsze sukcesy Polski w wojnie trzynastoletniej.
- Król zabronił kupcom polskim i ruskim omijania Krakowa, a kupcom norymberskim i innym obcym handlowania w Krakowie poza jarmarkami.
- Sulmierzyce otrzymały prawa miejskie.
- 25 listopada-6 grudnia – w Piotrkowie obradował sejm[1].

## Wydarzenia na świecie
- 1 marca – powstało Bractwo Ewangelii Chrystusa, uznawane za protoplastę Jednoty braci czeskich.
- 14 kwietnia – Stefan III Wielki został koronowany na hospodara mołdawskiego.
- 14/15 sierpnia – w nocy doszło do bitwy morskiej u wybrzeży Bornholmu w czasie wojny trzynastoletniej pomiędzy flotą polską (3 okręty kaperskie) a flotą duńską (16 okrętów) zakończona zwycięstwem Polaków.
- 21 września – założono Uniwersytet we Fryburgu.

- Koronacja Jerzego z Podiebradów na króla Czech.
- Uznanie Kościoła Husyckiego przez papiestwo.

## Urodzili się
- 28 stycznia – Henryk VII Tudor, król Anglii (zm. 1509)
- 13 lutego – Maria Burgundzka, księżna Burgundii, Luksemburga i Brabancji (zm. 1482)
- 21 września – Jadwiga Jagiellonka, królewna polska, księżniczka litewska, księżna bawarska (zm. 1502)
- 14 listopada – Beatrycze Aragońska, księżniczka neapolitańska, królowa Węgier (zm. 1508)
- 19 grudnia – Maria Orleańska, wicehrabina Narbonne (zm. 1493)

- data dzienna nieznana: 
  - Maciej Miechowita, lekarz, historyk, geograf, profesor Akademii Krakowskiej (zm. 1523)
  - Stefania Quinzani, włoska tercjarka dominikańska, stygmatyczka, błogosławiona katolicka (zm. 1530)

## Zmarli
- 22 maja – Ryta z Cascii, włoska augustianka, mistyczka, stygmatyczka, święta katolicka (ur. między 1360 a 1380)
- 23 listopada – Władysław Pogrobowiec, książę Austrii, król Czech i Węgier (ur. 1440)